# Ꝕ
Ꝕ, ꝕ – litera rozszerzonego alfabetu łacińskiego, wykorzystywana w średniowiecznych rękopisach sporządzanych w języku łacińskim m.in. jako skrót przyimka prae (pol. przed).

## Kodowanie
| Znak                   | Ꝕ                                         | Ꝕ                                         | ꝕ                                       | ꝕ                                       |
| ---------------------- | ----------------------------------------- | ----------------------------------------- | --------------------------------------- | --------------------------------------- |
| Nazwa w Unikodzie      | Latin capital letter p with squirrel tail | Latin capital letter p with squirrel tail | Latin small letter p with squirrel tail | Latin small letter p with squirrel tail |
| Kodowanie              | dziesiątkowo                              | szesnastkowo                              | dziesiątkowo                            | szesnastkowo                            |
| Unicode                | 42836                                     | U+A754                                    | 42837                                   | U+A755                                  |
| UTF-8                  | 234 157 148                               | ea 9d 94                                  | 234 157 149                             | ea 9d 95                                |
| Odwołania znakowe SGML | &#42836;                                  | &#xA754;                                  | &#42837;                                | &#xA755;                                |